# Episodi di Justice League (prima stagione)
La prima stagione della serie animata Justice League è andata in onda negli Stati Uniti d'America dal 17 novembre 2001 al 9 novembre 2002 sul canale Cartoon Network. È stata prodotta dalla Warner Bros. Animation. Il doppio episodio Una banda pericolosa, pur essendo stato prodotto come ottavo e nono episodio, è stato trasmesso solo dopo La realtà è un'illusione (diciannovesimo per produzione).
In Italia è stata trasmessa dal 4 settembre 2005.
| N° | Titolo originale               | Titolo italiano                            | Prima TV Stati Uniti |
| -- | ------------------------------ | ------------------------------------------ | -------------------- |
| 1  | Secret Origins                 | Origini segrete (prima parte)              | 17 novembre 2001     |
| 2  | Secret Origins - Part II       | Origini segrete (seconda parte)            | 17 novembre 2001     |
| 3  | Secret Origins - Part III      | Origini segrete (terza parte)              | 17 novembre 2001     |
| 4  | In Blackest Night              | La notte più buia (prima parte)            | 19 novembre 2001     |
| 5  | In Blackest Night - Part II    | La notte più buia (seconda parte)          | 26 novembre 2001     |
| 6  | The Enemy Below                | Il nemico degli abissi (prima parte)       | 3 dicembre 2001      |
| 7  | The Enemy Below - Pt II        | Il nemico degli abissi (seconda parte)     | 10 dicembre 2001     |
| 8  | Injustice For All              | Una banda pericolosa (prima parte)         | 6 settembre 2002     |
| 9  | Injustice For All - Pt II      | Una banda pericolosa (seconda parte)       | 13 settembre 2002    |
| 10 | Paradise Lost                  | Il paradiso perduto (prima parte)          | 21 gennaio 2002      |
| 11 | Paradise Lost - Pt II          | Il paradiso perduto (seconda parte)        | 28 gennaio 2002      |
| 12 | War World                      | Il pianeta della guerra (prima parte)      | 24 febbraio 2002     |
| 13 | War World - Pt II              | Il pianeta della guerra (seconda parte)    | 3 marzo 2002         |
| 14 | The Brave and the Bold         | La città delle scimmie (prima parte)       | 10 marzo 2002        |
| 15 | The Brave and the Bold - Pt II | La città delle scimmie (seconda parte)     | 17 marzo 2002        |
| 16 | Fury                           | Un mistero di nome Aresia                  | 7 aprile 2002        |
| 17 | Fury - Pt II                   | Supremazia femminile                       | 14 aprile 2002       |
| 18 | Legends                        | Colleghi paralleli                         | 21 aprile 2002       |
| 19 | Legends - Pt II                | La realtà è un'illusione                   | 28 aprile 2002       |
| 20 | A Knight of Shadows            | Il cavaliere delle tenebre (prima parte)   | 20 settembre 2002    |
| 21 | A Knight of Shadows - Pt II    | Il cavaliere delle tenebre (seconda parte) | 27 settembre 2002    |
| 22 | Metamorphosis                  | Metamorfosi                                | 4 ottobre 2002       |
| 23 | Metamorphosis - Pt II          | Un mostro di bontà                         | 11 ottobre 2002      |
| 24 | The Savage Time                | Venti di guerra (prima parte)              | 9 novembre 2002      |
| 25 | The Savage Time - Pt II        | Venti di guerra (seconda parte)            | 9 novembre 2002      |
| 26 | The Savage Time - Pt III       | Venti di guerra (terza parte)              | 9 novembre 2002      |

## Origini segrete
- Titolo originale: Secret Origins
- Diretto da: Dan Riba e Butch Lukic
- Scritto da: Rich Fogel

### Trama
Un gruppo di alieni invasori svegliati accidentalmente anni fa da un astronauta in missione su Marte, attaccano la terra, Superman e Batman salvano J'onn J'onnz il quale contatta telepaticamente Wonder Woman, Alata, Flash, e Lanterna Verde per impedire l'invasione. Superman propone dunque di formare un gruppo e monitorare il loro pianeta dalla "Torre di controllo" costruita da Batman (utilizzando il budget della Wayne Aerospace's) e da allora prendono il nome di Justice League.

## La notte più buia
- Titolo originale: In Blackest Night
- Diretto da: Butch Lukic
- Scritto da: Stan Berkowitz

### Trama
Lanterna Verde viene arrestato da un gruppo di sentinelle robotiche dette Manhunters, esse hanno il compito di scortarlo dai Guardiani di Oa per essere processato con l'accusa di aver distrutto un pianeta. Accusa che inizialmente si rivela vera (e accidentale), salvo poi scoprirla solo una cospirazione dei Manhunter che bramano il potere del generatore principale di Oa.

## Il nemico degli abissi
- Titolo originale: The Enemy Below
- Diretto da: Dan Riba
- Scritto da: Kevin Hopps

### Trama
Un sottomarino nucleare si inabissa nell'Oceano Atlantico, La lega per recuperarlo è costretta a confrontarsi con Aquaman e l'armata Atlantidea. Aquaman va poi a Metropolis a esporre i problemi del suo popolo a causa del poco rispetto che gli umani hanno verso gli oceani, ad un'assemblea con i vari regnanti del mondo. Quando l'infallibile cecchino Deadshot attacca Aquaman e questi finisce in coma, la lega investiga; scoprendo che dietro a tutto c'è la mano del fratellastro Orm. Intenzionato a prendere il potere e sciogliere i ghiacci del polo nord condannando il genere umano. Per salvare suo figlio ed aiutare la lega a scongiurare i piani del fratello, Aquaman dovrà pagare un immenso sacrificio rimanendo mutilato della mano sinistra.

## Una banda pericolosa
- Titolo originale: Injustice For All
- Diretto da: Butch Lukic
- Scritto da: Stan Berkowitz

### Trama
Lex Luthor si scopre malato terminale a causa di un avvelenamento da radiazioni, dovuto probabilmente alla frequente esposizione alla Kryptonite. Decide allora come ultimo gesto prima di morire di distruggere la Justice League, mette dunque insieme un gruppo di supercriminali composto da Cheetah, l'Ombra, Solomon Groundy, Star Sapphire, Copperhead e Ultra-Humanite formando l'Injustice Gang. Al gruppo si unisce (non invitato) il Joker, che cattura Batman per dimostrarsi degno della gang.
Nota: questi due episodi sono stati originariamente trasmessi fuori ordine, dopo La realtà è un'illusione.

## Il paradiso perduto
- Titolo originale: Paradise Lost
- Diretto da: Dan Riba
- Scritto da: Joseph Kuhr

### Trama
Wonder Woman decide di tornare a Temyscira, in preda a un attacco di nostalgia, per spiegare alla madre il perché della sua partenza. Arrivata sul posto scopre però che lo stregone Felix Faust ha tramutato tutte le sue sorelle in pietra ed ora medita di aprire le porte degli inferi per liberare Lord Hades. L'amazzone chiede allora aiuto alla lega per contrastare il feroce nemico, riuscendo nell'impresa e salvando il suo popolo, ma avendo trasgredito all'antica legge più importante delle amazzoni, ovvero di non portare per nessun motivo uomini su Temyscira, viene a malincuore punita dalla madre con l'esilio.

## Il pianeta della guerra
- Titolo originale: War World
- Diretto da: Butch Lukic
- Scritto da: Stan Berkowitz

### Trama
Superman e Martian Manhunter vengono catturati da un popolo extraterrestre, ma mentre J'onn riesce a fuggire Superman viene schiavizzato dal tirannico governatore Mongul e costretto a battersi in scontri gladiatori nell'arena per intrattenere il popolo. Lanterna Verde e Alata si fiondano al salvataggio.

## La città delle scimmie
- Titolo originale: The Brave and the Bold
- Diretto da: Dan Riba
- Scritto da: Dwayne McDuffie

### Trama
Lanterna Verde e Flash scoprono un piano di Gorilla Grodd per distruggere Gorilla City, una città nascosta abitata da Gorilla superintelligenti situata nel cuore dell'Africa. Grodd ha perfezionato un elmo che lo rende capace di controllare le menti altrui e lo usa per manipolare tutti gli abitanti di Central City rendendoli suoi schiavi, utilizzando poi un centro missilistico della suddetta per colpire Gorilla City, tocca ai due supereroi, aiutati da Solovar (capo della sicurezza di Gorilla City) impedire la realizzazione del infido progetto.

## Un mistero di nome Aresia/Supremazia femminile
- Titolo originale: Fury
- Diretto da: Butch Lukic
- Scritto da: Stan Berkowitz

### Trama
Un'amazzone di nome Aresia (nata nel mondo degli umani ma cresciuta a Temyscira) assieme ad un gruppo di supercriminali diffonde per via aerea un virus letale che colpisce solamente gli uomini nel progetto di sterminarli e creare un mondo di sole donne.

## Colleghi paralleli/La realtà è un'illusione
- Titolo originale: Legends
- Diretto da: Dan Riba
- Scritto da: Andrew Kreisberg

### Trama
La Justice League viene accidentalmente trasportata in un universo parallelo, qui trovano la Justice Guild of America, Un gruppo di supereroi dei fumetti nel mondo della Justice League. Combattendo i supercriminali di questa dimensione però, scoprono che tutto in quel mondo è solo un'elaborata illusione. 
Nota: Questa storia è dedicata alla memoria di Gardner F. Fox, scrittore della Golden Age, co-creatore della Justice Society of America e della Justice League of America, su cui sono basati i personaggi della Justice Guild of America. 

## Il cavaliere delle tenebre
- Titolo originale: A Knight of Shadows
- Diretto da: Butch Lukic
- Scritto da: Keith Damron

### Trama
L'alter-ego di Jason Blood Etrigan il Demone, chiede assistenza alla Justice League per proteggere la pietra filosofale dalle grinfie della sua nemica ancestrale, la Fata Morgana.

## Metamorfosi/Un mostro di bontà
- Titolo originale: Metamorphosis
- Diretto da: Dan Riba
- Scritto da: Len Uhley

### Trama
Rex Mason, vecchio amico di John Stewart che ora lavora per un imprenditore senza scrupoli, è vittima di un "incidente" che lo trasforma nell'uomo elementare Metamorpho.

## Venti di guerra
- Titolo originale: The Savage Time
- Diretto da: Dan Riba e Butch Lukic
- Scritto da: Stan Berkowitz

### Trama
Tornati da una missione spaziale, la Justice League trova un mondo completamente cambiato - Risultato di un paradosso temporale che ha fatto sì che l'immortale Vandal Savage diventasse Führer durante la seconda guerra mondiale. Il gruppo torna allora indietro nel tempo per fermare l'ascesa di questo al potere, e incontra tutti gli eroi DC che nella Golden Age combattevano i nazisti (come le truppe americane, i Blackhawk, e Steve Trevor). L'unico membro non coinvolto nella missione è Batman, mentre tutti gli altri affronteranno e sconfiggeranno Vandal Savage mettendo fine al suo dominio. Tra i tanti altri, nell'episodio c'è un omaggio alla torcia della seconda guerra mondiale (quando Superman vola tra gli aerei nazisti e viene cosparso dalle fiamme) ed uno all'acclamata storia d'amore tra Diana e Steve Trevor.